# Boger-Pyridinsynthese
Die Boger-Pyridinsynthese ist die Synthese substituierter Pyridine durch eine Hetero-Diels-Alder Reaktion von 1,2,4-Triazinen mit Dienophilen, wobei molekularer Stickstoff entweicht. Mithilfe dieser Reaktion sind Pyridine mit Substitutionsmustern zugänglich, welche über alternative Pyridinsynthesen nur schwer zugänglich sind. Die Reaktion ist nach US-amerikanischen Chemiker Dale L. Boger benannt, welcher 1981 über sie berichtete.

Beispiel für die Synthese eines substituierten Pyridins mithilfe der Boger-Reaktion. Als Dienophil dient hier ein Enamin.

## Mechanismus

Mechanismus der Boger-Pyridinsynthese: Durch Kondensation von (1) mit Pyrrolidin entsteht ein Enamin (2), welches in einer Hetero-Diels-Alder-Reaktion als Dienophil für 1,2,4-Triazin wirkt. In einer retro-Diels-Alder Reaktion wird Stickstoff eliminiert, wobei (4) entsteht. Durch eine Base entsteht das substituierte Pyridin (5) als Produkt.